# П'єр-Вільям Гленн
П'єр-Ві́льям Гле́нн (фр. Pierre-William Glenn; нар. 31 жовтня 1943, Париж, Франція — пом. 24 вересня 2024) — французький кінооператор та режисер.

## Біографія
П'єр-Вільям Гленн закінчив Інститут перспективних досліджень кінематографа (фр. Institut des hautes études cinématographiques, IDHEC, нині La Fémis). Працював асистентом у В. Любчанського.
У 25 років Гленн дебютував як кінооператор. Працював з видатними режисерами нової хвилі, а також з майстрами американського кіно, знявши понад 70 стрічок. Одним з перших у Франції почав знімати на плівку Fujifilm, став використовувати Steadicam.
П'єр-Вільям Гленн є одним із засновників Асоціації французьких кінооператорів (фр. FranceAssociation Française des Directeurs de la Photographie Cinematographique, AFC), в 1997-1999 роках був її президентом. Викладає операторську майстерність в кіношколі La Fémis.

## Фільмографія
- 1969 : Поліна йде геть / Paulina s'en va
- 1969 : Колесо праху / Wheel of Ashes
- 1970 : Товариші / Camarades
- 1971 : Квиток в один кінець / Un aller simple
- 1971 : Не торкайся до мене / Out 1, noli me tangere
- 1971 : Камілла / Camille ou La comédie catastrophique (к/м)
- 1971 : Куди йде Том? / Où est passé Tom?
- 1972 : Така красунечка, як я / Une belle fille comme moi
- 1972 : 1: Спектр / Out 1: Spectre
- 1972 : Стан облоги / État de siège
- 1972 : Кузен Юлій / Le cousin Jules
- 1973 : Американська ніч / La nuit américaine
- 1973 : Дружина Жана / La femme de Jean
- 1974 : Годинникар із Сен-Поля / L'horloger de Saint-Paul
- 1974 : Із закритими очима / Les yeux fermés
- 1974 : Анонімна компанія Франції / France société anonyme
- 1974 : Убита дівчина / La jeune fille assassinée
- 1974 : Нарис про агресію / Essai sur l'agression (к/м)
- 1975 : Нехай розпочнеться свято / Que la fête commence…
- 1976 : Суддя і вбивця / Le juge et l'assassin
- 1976 : Кишенькові гроші / L'argent de poche
- 1976 : Весільна подорож / Le voyage de noces
- 1976 : Як бумеранг / Comme un boomerang
- 1977 : Груповий портрет з пані / Gruppenbild mit Dame
- 1977 : Загроза / La menace
- 1977 : Колір повітря — червоний / Le fond de l'air est rouge
- 1977 : Зганьблене кохання / L'amour violé
- 1978 : Лавина / Avalanche
- 1978 : Спершу отримай атестат / Passe ton bac d'abord…
- 1979 : Чорна серія / Série noire
- 1979 : Маленький роман / A Little Romance
- 1979 : Прямий репортаж про смерть / La Mort en direct
- 1980 : Обман / L'entourloupe
- 1980 : Тиждень відпустки / Une semaine de vacances
- 1980 : Лулу / Loulou
- 1980 : Ніч, на вулиці / Extérieur, nuit
- 1980 : Вперед, сини вітчизни / Allons z'enfants
- 1981 : Вибір зброї / Le choix des armes
- 1981 : Бездоганна репутація / Coup de torchon
- 1982 : Північна зірка / L'étoile du Nord
- 1982 : Шок / Le choc
- 1982 : Стрільби / Tir groupé
- 1982 : Ціна ризику / Le prix du danger
- 1983 : Криміналка / La crime
- 1983 : Міссісіпі блюз / Mississippi Blues
- 1984 : Нічний дозор / Ronde de nuit
- 1989 : Без надії на повернення / Street of No Return
- 1989 : Сухий білий сезон / A Dry White Season
- 1989 : Діти безладу / Les enfants du désordre
- 1989 : Червоний оркестр / L'orchestre rouge
- 1990 : Полонений землі
- 1992 : Лафет / L'affût
- 1993 : Божевільне кохання / Amour fou (т/ф)
- 1996 : Цяцінька / L'enfant sage (т/ф)
- 1996 : Мій батько був правий / Mon père avait raison (т/ф)
- 1998 : Випадок або збіг / Hasards ou coïncidences
- 1999 : Помремо разом / Fait d'hiver
- 2001 : Жіноча любов / Combats de femme — Un amour de femme (т/ф)
- 2002 : А тепер, пані та панове… / And Now… Ladies and Gentlemen…
- 2002 : 11 вересня / 11'0901 — September 11
- 2003 : Прокляття / Cette femme-là
- 2005 : Мистецтво красиво розлучатися / Un fil à la patte

Режисер
- 1974 : Гра в класи / La marelle (к/м)
- 1985 : Розлючені / Les enragés
- 1987 : Термінус / Terminus
- 1995 : 23:58

Актор
- 1974 : Із закритими очима / Les yeux fermés — Леонард
- 1984 : Нічиї жінки / Femmes de personne — колишній коханець Аделін
- 1995 : / L'impossible Monsieur Papa (т/ф) — Саша
- 2002 : А тепер, пані та панове… / And Now… Ladies and Gentlemen… — перший байкер

## Визнання
| Рік                                 | Категорія                    | Номінант                                            | Результат |
| ----------------------------------- | ---------------------------- | --------------------------------------------------- | --------- |
| Міжнародний кінофестиваль у Локарно |                              |                                                     |           |
| 1980                                | Наглорода Ернеста Астарії    | Ніч, на вулиці (спільно з Антуаном Бонфанті (звук)) | Перемога  |
| Премія «Сезар»                      |                              |                                                     |           |
| 1981                                | Найкраща операторська робота | Прямий репортаж про смерть                          | Номінація |